# Cotachena pubescens
Cotachena pubescens is een vlinder uit de familie van de grasmotten (Crambidae), uit de onderfamilie van de Spilomelinae. De wetenschappelijke naam van deze soort is voor het eerst voorgesteld als Archernis pubescens door William Warren in een publicatie uit 1892.
De soort komt voor in Noord-India, Nepal, Bhutan, China, Taiwan, Japan en Indonesië.